# 鄱阳湖狮子头
鄱阳湖狮子头，又称南昌狮子头，是一道江西南昌地区的家常菜，亦是知名的赣菜菜品。鄱阳湖狮子头口感酥软、鲜嫩，称得上是老少咸宜。制作工艺较为独特，需要一定的烹饪技巧。